# Kadrina (commune)
Kadrina (jusqu'en 1920 en allemand : Sankt-Katharinen) est une municipalité rurale d'Estonie, dans la région de Lääne-Virumaa. Elle est peuplée de 4728 habitants(01.01.2012) sur 329,3 km2.

Commune de Kadrina (rouge)
dans le Virumaa occidental.

## Géographie
La communes abrite les zones protégées suivantes: la zone de protection du paysage de Kallukse (et), la zone de protection du paysage de Neeruti (et), la zone de protection du paysage de Viitna (et), le parc national de Lahemaa et la réserve naturelle d'Ohepalu (et), la réserve naturelle de Tirbiku.
Parmi les nombreux lacs de la commune, les lacs Neerut (Eesjärv, Tagajärv, Orajärv et Sinijärv), les lacs Viitna (Pikkjärv, Linajärv et Nabudi järv) et les lacs Udriku (Suurjärv, Väikejärv et Mädajärv). 
Le lac Ohepalu (67,9 ha) est situé dans le marais d'Ohepalu. 
La rivière Loobu compte plusieurs barrages, tels que le barrage de Kadrina (8,8 ha), le lac Jõepere (3,3 ha) et le lac Undla veskijärv (1,2 ha).

## Municipalité
Son centre administratif est le bourg de Kadrina, qui regroupe la moitié des habitants de la commune (environ 2 600). Hulja, le second bourg, en compte 600. Outre ces deux bourgs principaux, la commune est formée de 35 villages, dont aucun ne dépasse 200 habitants.

### Bourgs
Kadrina, Hulja

### Villages
Ama, Arbavere, Hõbeda, Härjadi, Jõepere, Jõetaguse, Kadapiku, Kallukse, Kihlevere, Kiku, Kõrveküla, Lante, Leikude, Loobu, Läsna, Mõndavere, Mäo, Neeruti, Ohepalu, Orutaguse, Pariisi, Põima, Ridaküla, Rõmeda, Salda, Saukse, Tirbiku, Tokolopi, Udriku, Uku, Undla, Vaiatu, Vandu, Viitna, Vohnja, Võduvere, Võipere

## Distances
- Rakvere - 15 km
- Tallinn - 85 km
- Narva - 130 km
- Tartu - 130 km
- Pärnu - 170 km

## Galerie

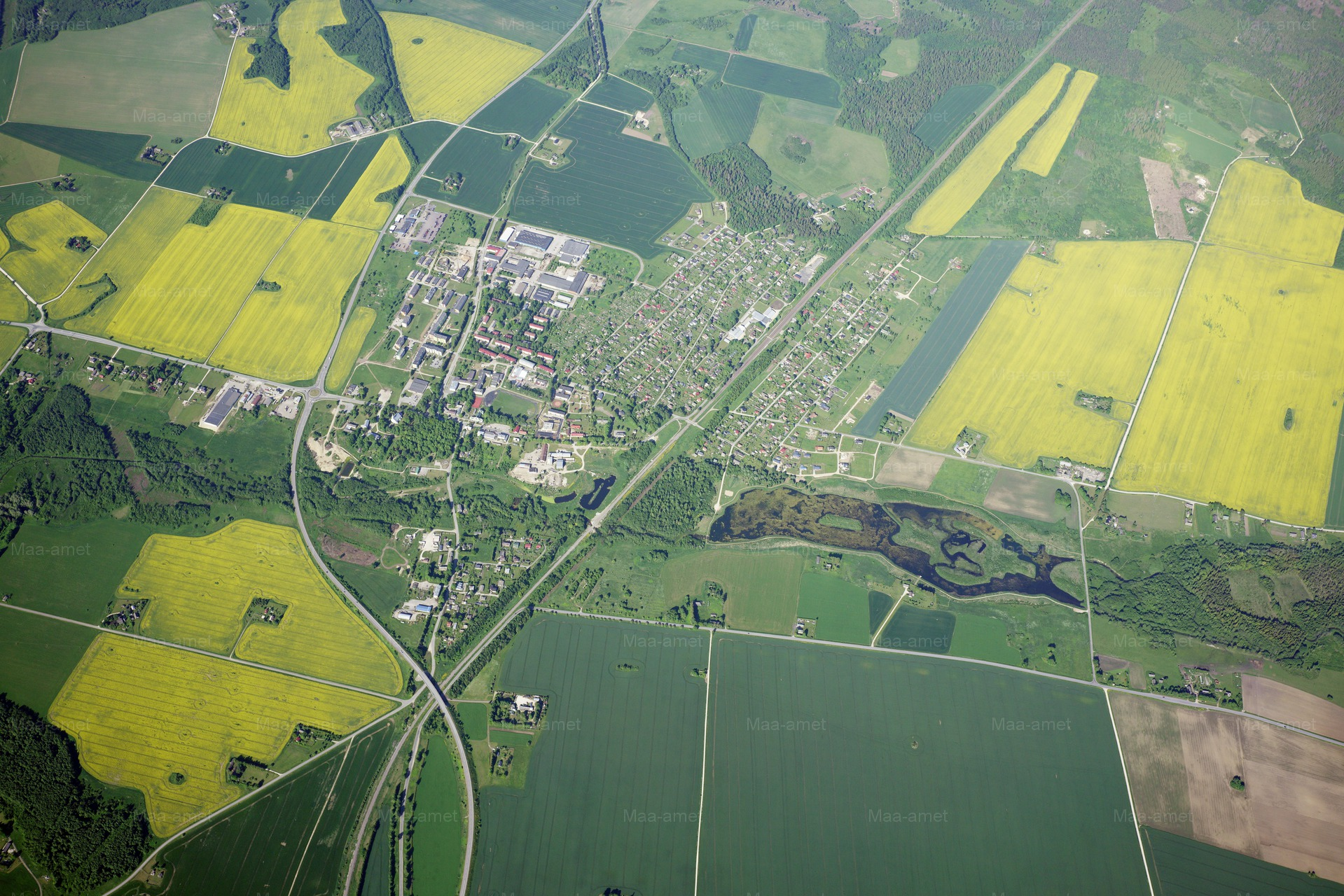
Vue aérienne.
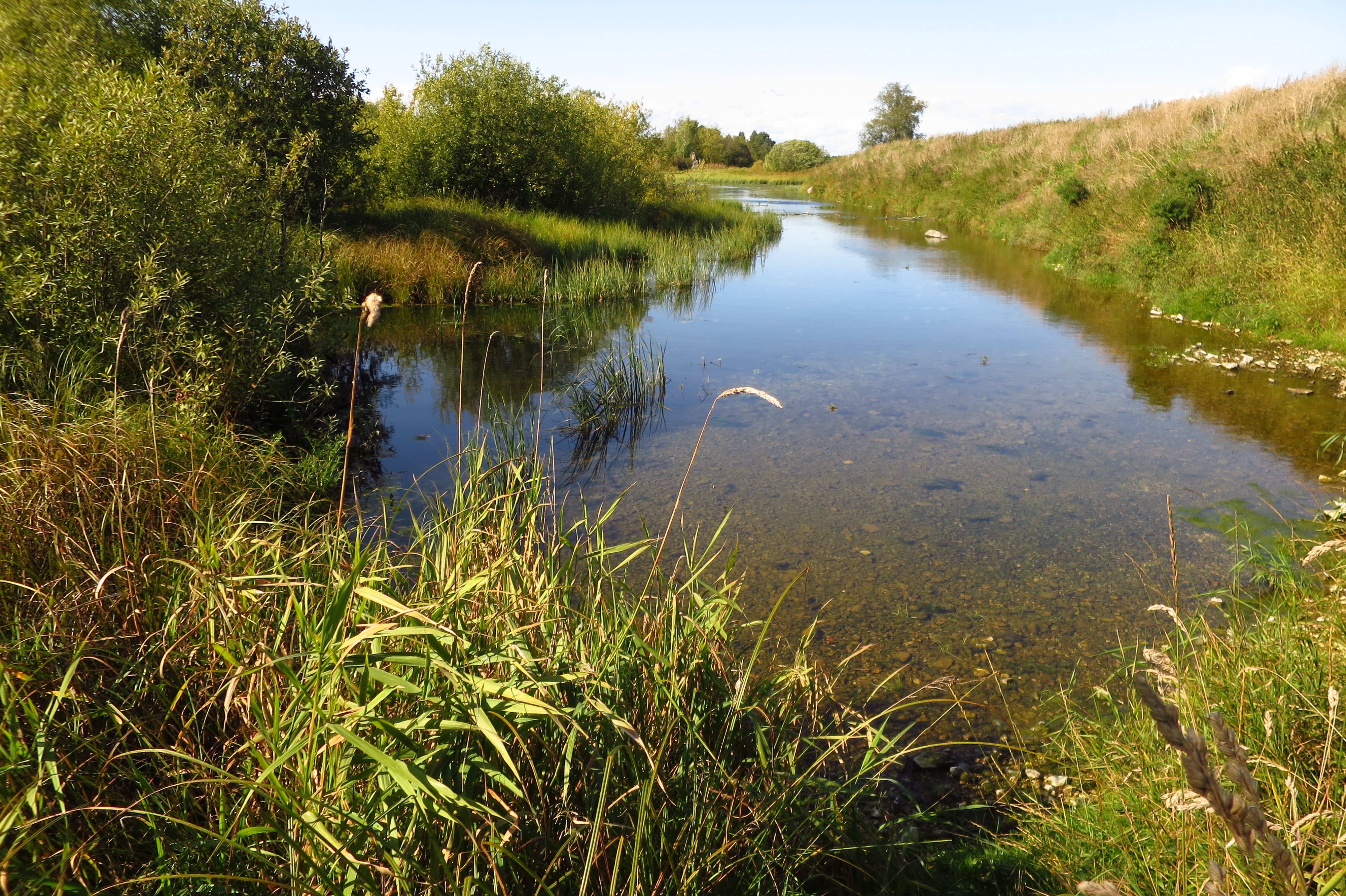
Lac Valgma.
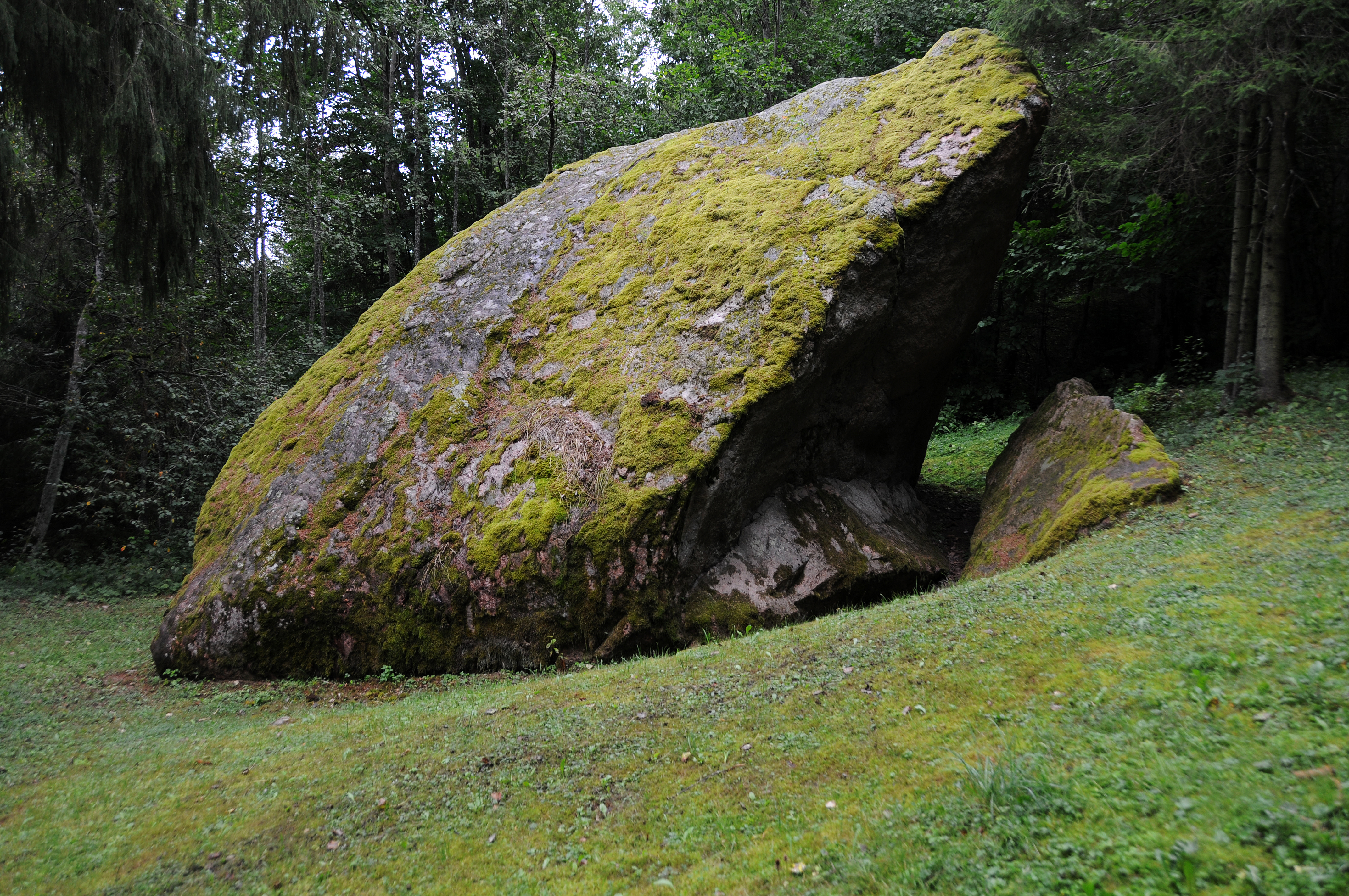
Lodikivi.
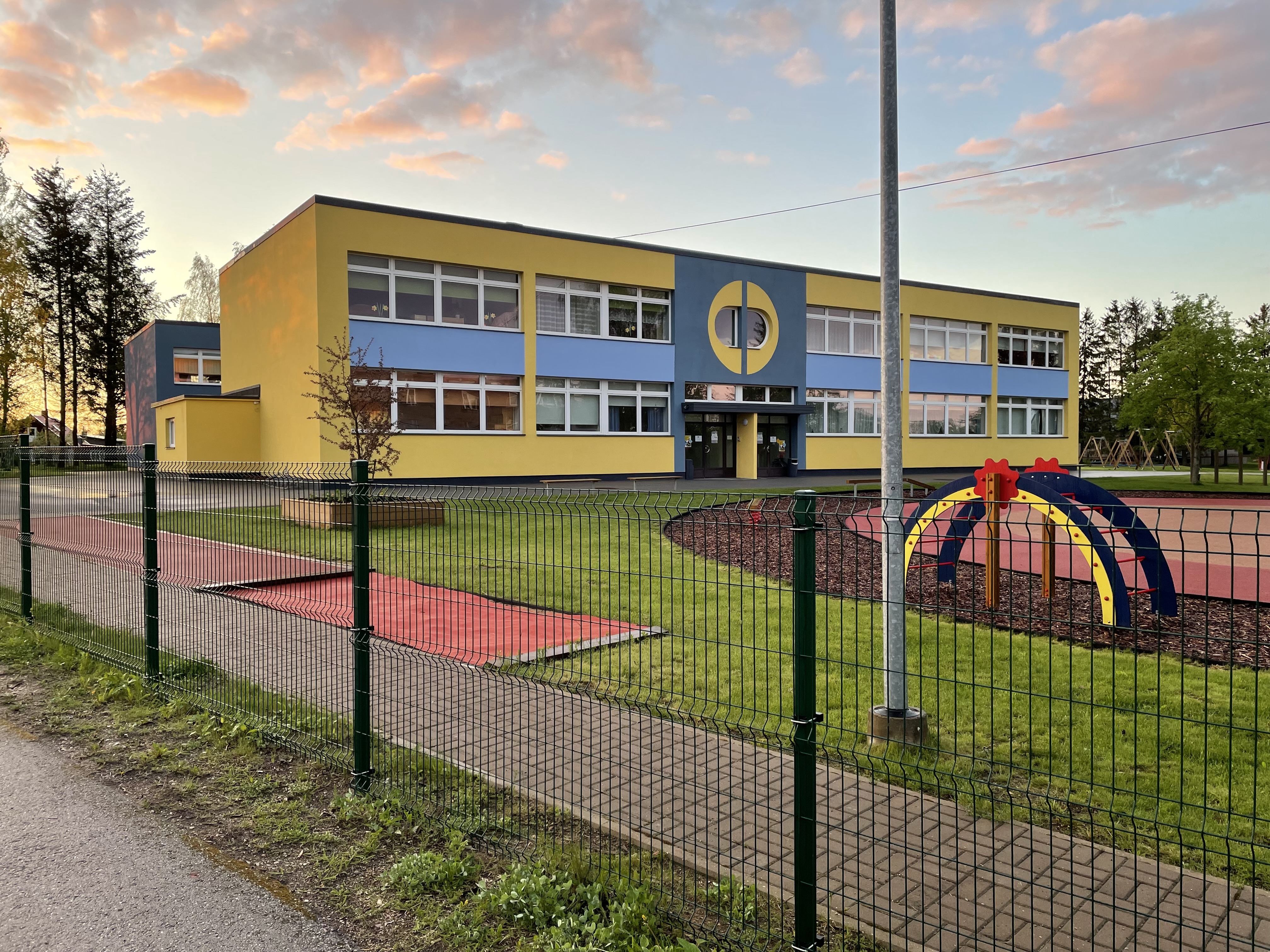
Jardin d'enfants Sipsik.
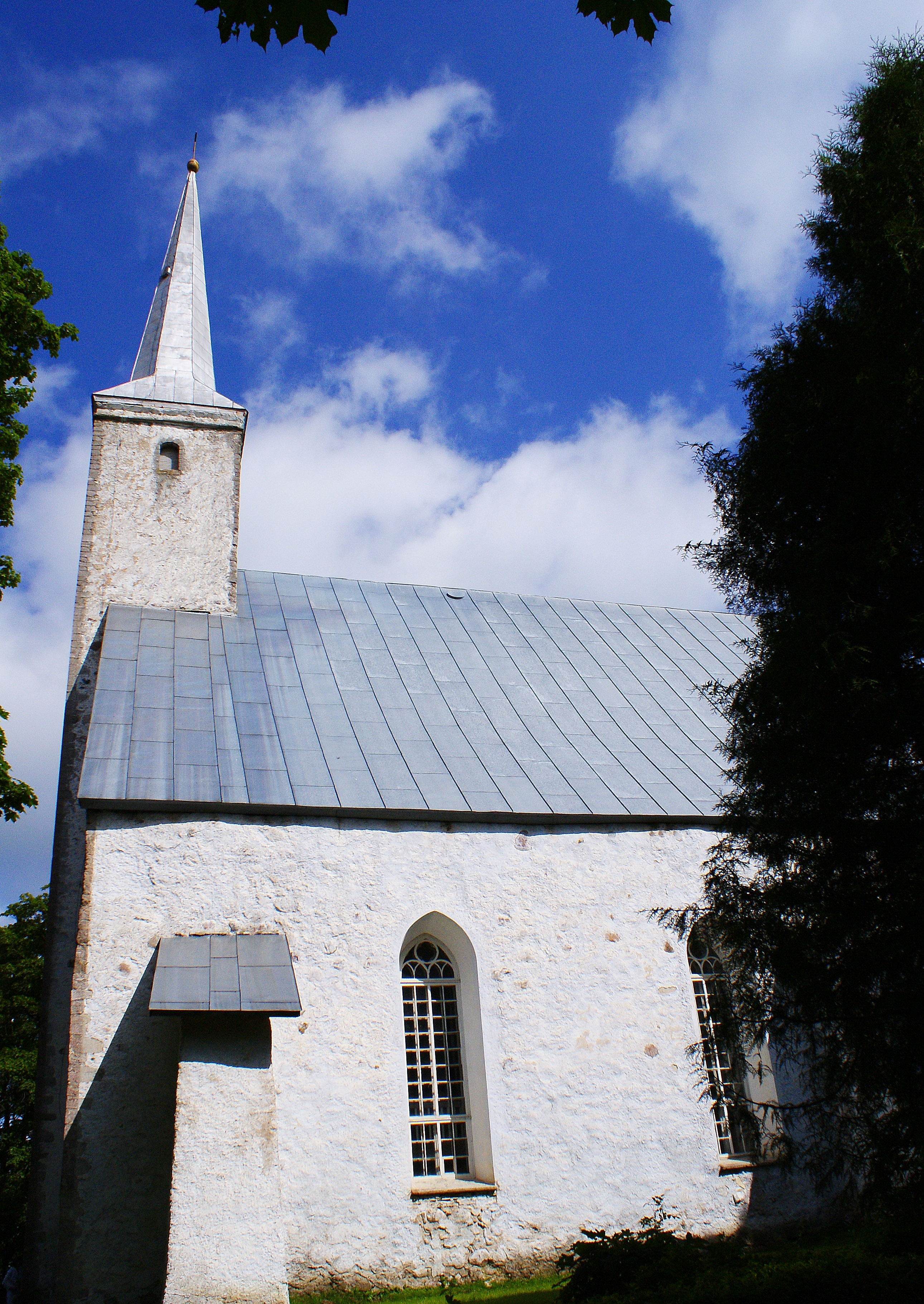
Église de Kadrina.